# Bracia (film 2009)
Bracia (ang. Brothers) – amerykański dramat z 2009 roku w reżyserii Jima Sheridana. Scenariusz napisał David Benioff na podstawie duńskiego filmu Bracia (2004) w reżyserii Susanne Bier.

## Obsada
- Natalie Portman jako Grace Cahill
- Tobey Maguire jako Sam Cahill
- Jake Gyllenhaal jako Tommy Cahill
- Sam Shepard jako Hank Cahill
- Carey Mulligan jako Cassie Willis
- Bailee Madison jako Isabelle Cahill
- Taylor Geare jako Maggie Cahill
- Mare Winningham jako Elsie Cahill
- Clifton Collins Jr. jako Major Cavazos

i inni